# Raymone Bain
Raymone Bain er talskvinde fra PR-firmaet Davis, Bain & Associates Inc., med hovedkvarter i Washington D.C.. Hun er pr. 2005 blevet kendt for at have repræsenteret kendte personer, deriblandt: Michael Jackson, Serena Williams, Babyface, musikgruppen Boyz II Men og andre kendte atleter, underholdere, politiske figurer og politiske organisationer, deriblandt tidligere DC borgmester Marion Barry. I 2006 blev Bain general manager for The Michael Jackson Company.